# Arteria pancreaticoduodenale superiore
L'arteria pancreaticoduodenale superiore è l'arteria che irrora parte del duodeno, del coledoco e la testa del pancreas.

## Anatomia
Nella maggior parte degli individui l'arteria pancreaticoduodenale superiore è composta da due rami, anteriore e posteriore che possono originare da un tronco comune o nascere separatamente dall'arteria gastroduodenale.
Il ramo anteriore discende lungo il solco compreso tra la superficie laterale della testa del pancreas e la superficie mediale della porzione discendente del duodeno, fornendo numerosi rami a questi organi. Si anastomizza a pieno canale con il ramo anteriore dell'arteria pancreaticoduodenale inferiore.
Il ramo posteriore decorre al davanti del coledoco e della vena porta anastomizzandosi a pieno canale con il ramo posteriore dell'arteria pancreaticoduodenale inferiore lungo la superficie posteriore della testa del pancreas, fornendo rami alle porzioni posteriori di questi organi.